# 张集站
张集站是一个阜淮线上的铁路车站，位于安徽省凤台县张集乡，建于1982年，目前为三等站，邮政编码为232171。目前客运：办理旅客乘降；行李、包裹托运；货运：办理整车货物发到；危险货物仅办理农药、化肥发到；不办理怕湿货物发到。